# پبدنی
پبدنی، یکی از طوایف ایل بختیاری است که جزو باب بابادی و از شاخه هفت لنگ است. این طایفه از ۲تیره و ۹تش متشکل شده که به جهت سکونت در سرزمین پبده، به این سرزمین منسوب گردیدند و نام تشکیلات اجتماعی خود را از محل خاستگاه خود گرفتند. 

## تقسیمات
طایفهٔ پبدنی از ۹ تش تشکیل می‌شود که این ۹ تش در دو تیره قرار می‌گیرند.
تش ابدال، تش باقر، تش باور، تش درویش عالی، تش رمدان، تش سلجوقی، تش عبدالعلی، تش محمدرضا و تش ناصر ۹ تش تشکیل دهندهٔ طایفهٔ پبدنی هستند.
مردم طایفهٔ پبدنی در دو تیرهٔ قرار گرفتند که این دو تیره به نام تیرهٔ "سه قُمه" و تیره "عبداله جون" مشهور شدند.

### تیرهٔ عبداله جون
ابدال، عبدالعلی و ناصر فرزندان «عبداله جون» بودند. سه فرزند عبداله جون، هریک گروه جداگانه ای از فرزندان خود را سرپرستی و رهبری کردند و بنیانگذاریک تش گردیدند که فرزندان هریک از به نام آنان خوانده شدند و گروه و تش شکل گرفته به نام هریک از آنان نامیده گردید و سه تش ابدال، عبدالعلی و ناصر به وجود آمد. در گرایش مردم به همبستگی و اتحاد و انجام پیمان «هین و چوو»، مردم سه تش باقر، باور و محمدرضا بنا به خویشاوندی و همدلی به فرزندان عبداله جون پیوستند و با هم، هم پیمان و همبسته شدند و گروه هم پیمان و متحد را تشکیل دادند. بر این اساس شش تش ابدال، باقر، باور، عبدلی، محمدرضا و ناصر، نام عبداله جون، نیا و جد سه تش ابدال، عبدالعلی و ناصر را برای گروه اتحادیه ای و هم پیمانی خود برگزیدند و گروه بسته و دستهٔ خود را با نام تیرهٔ «عبداله جون» آشکار نمودند. پس از آن این شش تش به این نام نامیده و مشهور گردیدند. سه تش باقر، باور و محمدرضا هریک ازیک جد و نیای جداگانه ای بر خوردارند.

### تیرهٔ سه قومه
تش درویش عالی، تش رمدان و تش سلگو (سلجوقی) بر اساس پیمان و قرار «هین و چوو» با هم بسته و هین و چوو شدند و تیرهٔ سه قومه «سه قُمه» را بنیاد نهادند و به این نام معروف گشتند. در گویش بختیاری به خویشاوند و فامیل، قُم (قوم) می‌گویند. سه تش درویش عالی، رمدان و سلگو (سلجوقی) به علت وصلت و خویشاوندی‌های متعدد و زیاد به سه خویشاوند و سه قوم، معروف شدند. هر کدام از سه تش سه قمه از جد و نیای جداگانه ای هستند و نسبت‌های خویشاوندی حاصل از وصلت و پیوندهای زناشویی متعدد بین این سه تش، آنان را خویشاوند و منسوب به هم و نزدیک و فامیل ساخت.

### درویش عالی
نظر و دیدگاه بیشتر افراد آگاه و مطلع و مورد وثوق پبدنی بر این استوار است که نخستین ساکن منطقهٔ پبده، شخصی به نام «عالی» بود. عالی که مردی پاک‌دامن، زاهد و پارسا بود و در مسایل دینی و اجتماعی آگاهی داشت و مردم را ارشاد می‌کرد. او مردی پارسا و وارسته بود و زندگی پاک و بی‌ریایی داشت. بر همین اساس به درویش عالی مشهور گشت. درویش عالی جد و بنیانگذار تش درویش عالی پس از تشرف و زیارت خانه خدا، به حاج عالی معروف گشت اما فرزندان وی در بختیاری هم چنان به تش درویش عالی خوانده می‌شوند و به نام نیای خود مشهورند.
افزون بر دیدگاه‌های مردمی مبنی بر این که درویش عالی نخستین ساکن و باشنده در پبده بوده‌است، زیارتگاه حاج عالی و قدمت آن و ورود درویش عالی برای ترمیم و نگهداری آن می‌تواند به عنوان یک منبع موثق و محکم قابل استناد باشد. تاریخ ورود درویش عالی به عنوان اولین فرد تبار پبدنی در سرزمین پبده به درستی مشخص نیست؛ اما با با عنایت به اسناد موجود و رخداد خانه گروی یا تبعید اجباری مردم بختیاری و از جمله مردم طایفهٔ پبدنی در زمان نادرشاه افشار که در فصل یازده کتاب از پوده تا پبده، به آن اشاره شده‌است، تحقیقاً ورود و سکونت وی پیش تر از این واقعه صورت گرفته‌است و به حدود سه قرن پیش می‌رسد. با عنایت به اولین گروگان بری و کوچانیدن اجباری مردم بختیاری توسط نادرشاه در سال ۱۱۴۲ هجری قمری برابر با ۱۷۲۹ و ۱۷۳۰ میلادی و سال وفات درویش عالی در سال ۱۲۷۱ هجری قمری، درویش عالی حدود ۱۲۰ سال باید عمر کرده باشد.

## پراکندگی جغرافیایی
جمعیت روستایی طایفه در سردسیر بختیاری در منطقهٔ پرک و تنگ گزی،اسدآباد، دشت زری، روستاهای دیمه، قلعه سبزی، قلعهٔ میرستان، اسدآباد قلعه خونکار، حاجی‌آباد، منصورآباد، غلام آباد، مهدی‌آباد، سیلگاه، قلعهٔ علی حسین، روستای گل دره، روستای گردو علیا، امیرآباد و جایگاه عشایر نشین در دشت زرین و قلعه سنگ و محل عشایر نشین در گردنه حارس و کوه چوبین روستای احمدآباد و در گرمسیر بختیاری و خوزستان در مناطق درکستان، لوند، باریکی وهارونی کلات و زیر کوه، سردار آباد، جنت مکان، کوشک، دره خزینه، بتوند، شاه آباد دزفول، دولتی و منطقهٔ شعیبیه سکونت دارند.

## جمعیت
دکتر بهرام امیر احمدیان در بخشی از کتاب خود بنام «ایل بختیاری» به آمار جمعیت کوچندهٔ طوایف بختیاری پرداخته‌است. وی بر اساس گزارش و نمودار سازمان آمار ایران در سال ۱۳۶۶، جمعیت کوچندهٔ طایفهٔ پبدنی را ۶ مال، ۴۶ خانوار و ۳۴۸ نفر اعلام کرده‌است که از این تعداد، ۲۰۰ نفر مرد و ۱۴۸ نفر زن جمعیت طایفه را تشکیل می‌داد.
سرشماری جمعیت تبار پبدنی با کمک و یاری همتباران گرامی در سال‌های ۱۳۹۰ و ۱۳۹۱ هجری شمسی از ۴ تش انجام پذیرفت. در نبود آمار دقیق از پنج تش دیگر، برای به دست آوردن آماری از کل جمعیت طایفه، از روش میانگین استفاده شد. برای به دست آوردن آمار تقریبی، از سه تش ابدال، رمدان و عبدالعلی که جمعیتی نزدیک به هم داشتند، میانگین گرفته شد که بر این اساس آمار طایفهٔ پبدنی به تعداد تقریبی ۱۰۳۰۰ نفر به دست آمد.